# Mellby gamla kyrka
Mellby gamla kyrka ligger inte långt från den nuvarande Mellby kyrka. De äldsta delarna härstamma från 1100-talet och kyrkan nämns i handlingarna första gången år 1375. Kyrkan raserades år 1879 med undantag av sakristian som ännu står kvar. 

## Kyrkobyggnaden
Den ursprungliga kyrkan bestod av ett rektangulärt långhus uppfört av finhuggen grå sandsten vilande på sockel. Ingången fanns i södra muren nära den västra gaveln. På samma sida nära östra gaveln fanns ett  rundbågigt romanskt fönster. Till långhuset anslöt sig ett kor men uppgifter om detta saknas. 
Från denna byggnad finns en dopfunt av sandsten bevarad. Den är försedd med uttömningshål och har en jämn yta utan dekor. Både dopfunt och kyrka låter sig dateras till 1100-talet.
Förmodligen tillbyggdes vapenhus och sakristia redan under medeltiden. Vapenhuset var byggt av gråsten och hade en spetsbågig portal. Ingången till sakristian var från koret och kunde stängas med en järnbeslagen dörr. Den är försedd med liljor i hörnen och portring med drakhuvud. Dörren som ännu dag finns kvar tillhör medeltidens slut. Den nuvarande sakristian uppfördes 1677 och är det enda av anläggningen som klarade sig undan raseringen på 1800-talet. Till byggmaterial har använts sand- och gråsten. I östra muren är ett spetsbågigt fönster med en omfattning av sandsten som förmodligen kommer från det ursprungliga koret. Den södra väggen är idag täckt med brädor.
Efter 1600-talets första hälft ombyggdes kyrkan kraftigt, vilket bekostades av Magnus Gabriel De la Gardie. Det ursprungliga koret raserades och långhuset förlängdes österut till dubbel längd. Istället för ett markerat korparti fick kyrkan en vanlig rak avslutning. Valven revs ner och ersattes med platt trätak. Till byggnaden uppfördes en ny sakristia. Kyrkan blev nu 82 fot lång och 23,5 fot bred. Vid mitten av 1700-talet gjordes en dörröppning genom västra gaveln. Utanför denna byggdes ett nytt vapenhus i trä. Fönstren i kyrkan utvidgades vid samma tid. År 1879 revs kyrkan, med undantag av sakristian och en ny kyrka uppfördes några hundra meter bort. Till detta bygge användes sten från gamla kyrkan.

## Inventarier
Alla inventarier är flyttade till nya kyrkan. Om dopfunt se ovan. Som tröskelsten användes en romansk gravhäll. Golvet inne i kyrkan var täckt med kalkstenshällar och delar av liljestenar. Idag är två liljestenar inmurade i nya kyrkans torn och några finns kvar på ödekyrkogården med omnejd.

## Kyrkogården
Ursprungligen bestod kyrkobalken av träplank vilket ersattes av kallmur före och under 1700-talet. Klockorna hängde i en klockstapel intill kyrkan. År 1735 uppfördes en ny stapel. Den tidigast kända klockan förstördes vid själaringning efter drottning Ulrika Eleonora d.ä. år 1693. Materialet återanvändes vid gjutningen av en ny klocka 1696 i Göteborg. Den andra klockan var gjuten i Skara 1749.